# Friedrich Schlör
Friedrich Schlör (* 18. Dezember 1872 in Künzelsau; † 29. April 1934 in Ludwigsburg) war ein württembergischer Oberamtmann.

## Leben
Schlör, Sohn eines Metzgermeisters und evangelischer Konfession, studierte Rechtswissenschaften in Tübingen und Berlin. Er war Mitglied der Studentenverbindung Turnerschaft Hohenstaufia Tübingen. Er legte 1895 die erste und 1897 die zweite höhere Dienstprüfung ab.
Er trat 1897 in die württembergische Innenverwaltung ein. Er leitete als Oberamtmann das Oberamt Mergentheim von 1919 bis 1928 und als Landrat das Oberamt Ludwigsburg von 1928 bis 1933. 1933 erfolgte die vorzeitige Zurruhesetzung.